# Rubén de la Red
Rubén de la Red Gutiérrez (Móstoles, Madrid, 1985. június 5.) spanyol labdarúgó, a Real Madrid középpályása. Nem regisztrált játékos, mert szívbetegsége miatt nem játszott 2008 októbere óta.

## Sportpályafutása
De la Red 14 éves korában érkezett a Real Madrid utánpótlás akadémiájára, de mivel nem találták elég jónak, így a klub eladta őt a CD Móstoles egyesületének. Azonban hamarosan újra aláírt Madridhoz. Negyedik szezonja után a klub ifjúsági edzője Quique Sánchez Flores aláírt a Getafenél, terveiben pedig szerepelt, hogy elviszi magával új klubjához, de a Madrid ezt nem engedte. De la Red azt mondta: "Nagyon büszke vagyok, hogy Quique számítana rám új klubjánál is, de nekem a Real Madrid első számú választás, ez egyértelmű, minden más utána jön."
2004. november 10-én aztán De la Red bemutatkozott szeretett klubja első csapatában a CD Tenerife elleni Copa del Rey találkozón. A 2006/07-es szezonban, őt is felhívta az első csapat keretébe az akkori menedzser Fabio Capello, és hét mérkőzés során szerepelhetett is a liga-győztes együttesben. A szezon végén a középpályás megújította szerződését 2011-ig.
2007. augusztus 31-én Esteban Graneróval karöltve a Getafe játékosai lettek. Itt aztán fontos csapatjátékos lett, vezére volt az UEFA-kupában is remekül teljesítő gárdának.
2008 májusában a Real Madrid elnöke, Ramón Calderón megerősítette, hogy Graneroval és Javier Garcíával együtt visszatérnek a Santiago Bernabéu stadionba. Úgy gondolták, hogy Rubént jól lehetne használni a védelemben, de az edző Bernd Schuster kijelentette, hogy középpályásként számít rá a csapatban.
Első gólját a királyi gárda mezében augusztus 24-én szerezte a spanyol Szuperkupa döntő visszavágóján a Valencia CF ellen, majd szeptember 21-én a bajnokságban is betalált a Racing Santander kapujába.
Október 30-án egy Real Unión elleni találkozón összeesett, majd kórházba került. December 12-én a klub bejelentette, hogy a játékos elővigyázatosságból már nem lép pályára többször az idényben. A sajtó viszont azt is felvetette, hogy szívbetegsége miatt talán soha nem lép már pályára.
2009. június végén a további vizsgálatok megerősítették, hogy az egész 2009-10 szezonban sem lehet a Real szolgálatára. Az új madridi igazolás, Raúl Albiol kapta a 18-as mezt, melyet korábban de la Red viselt, a védő pedig ígéretet tett arra, hogy vissza adja a számot, ha Rubén ismét játszhat.
2010 januárjában a különböző madridi illetőségű híroldalak arról számoltak be, hogy a Real Madrid De la Red szívproblémái miatt megpróbálja érvényteleníti a szerződését. Ennek értelmében a spanyol játékos 2 évig, havi 1500 €-s rokkantsági ellátás kap majd.

## Válogatott karrier
De la Red az U-21-es válogatott tagja volt mikor felhívták a felnőtt csapatba 2008. március 26-án egy Olaszország elleni barátságos mérkőzésre. Ezután Luis Aragonés nevezte őt a 2008-as Európa-bajnokságra utazó 22 fős keretbe. A Görögország elleni 2-1-re megnyert utolsó csoport mérkőzésen megszerezte első gólját a nemzeti csapatban. A torna végén Európa-bajnoki címet ünnepelhetett a "Vörös Fúriával".

### Statisztika
| Egyesület         | Szezon            | Bajnokság | Bajnokság | Kupa  | Kupa | Európai | Európai | Összesen | Összesen |
| Egyesület         | Szezon            | Mérk.     | Gól       | Mérk. | Gól  | Mérk.   | Gól     | Mérk.    | Gól      |
| ----------------- | ----------------- | --------- | --------- | ----- | ---- | ------- | ------- | -------- | -------- |
| Real Madrid       | 2004–2005         | 0         | 0         | 1     | 0    | 0       | 0       | 1        | 0        |
| Real Madrid       | 2005–2006         | 3         | 0         | 0     | 0    | 2       | 0       | 5        | 0        |
| Real Madrid       | 2006–2007         | 7         | 0         | 2     | 1    | 1       | 0       | 10       | 1        |
| Real Madrid       | Összesen          | 10        | 0         | 3     | 1    | 3       | 0       | 16       | 1        |
| Getafe            | 2007–2008         | 31        | 2         | 7     | 3    | 11      | 1       | 49       | 6        |
| Getafe            | Összesen          | 31        | 2         | 7     | 3    | 11      | 1       | 49       | 6        |
| Teljes pályafutás | Teljes pályafutás | 41        | 2         | 10    | 4    | 14      | 1       | 65       | 7        |

## Sikerei, díjai
- Real Madrid CF
- spanyol bajnok: 2007
- Getafe CF
- spanyol Király-kupa-döntős: 2008
- Nemzetközi
- Európa-bajnok: 2008
- UEFA U19-es Európa-bajnok: 2004